# 横浜市立荏田西小学校
横浜市立荏田西小学校（よこはましりつ えだにししょうがっこう）は、神奈川県横浜市青葉区荏田西4丁目にある公立小学校。

## 概要
昭和50年以降の荏田西地区の急速な人口増に伴う東市ヶ尾小学校の過大規模化に対応するため、1993年に開校した。児童数は2023年6月5日時点で772人で、青葉区内の小学校の中では最も多い。

## 沿革
- 1993年4月1日 - 開校[3]。
- 2000年 - 校舎増築[3]。
- 2003年 - 創立10周年を迎える。
- 2013年 - 創立20周年を迎える。
- 2023年 - 創立30周年を迎える[4]。

## 著名な卒業生
- 水沼宏太 - プロサッカー選手、Jリーグ・横浜F・マリノス所属[5]